# Tel Be'er Sheva
Il Tel Be'er Sheva (ebraico: תל באר שבע) è un sito archeologico situato nel sud di Israele. Si crede che siano i resti della città biblica di Be'er Sheva. La città moderna di Be'er Sheva si trova a nord del tell. La città beduina di Tel as-Sabi si trova ad est.

## Descrizione
La città viene citata numerose volte nel Tanakh, spesso per descrivere l'estensione della terra di Israele come "da Be'er Sheva a Dan". Ad esempio si veda il Libro dei Giudici (20:1-3) ed il 1 Samuele (3:19-21). Il nome deriva dal termine ebraico Be'er che significa pozzo, e Sheva che indica il numero sette, o "stipulare un giuramento".
I reperti archeologici indicano che il sito venne usato dal Calcolitico, circa dal 4000 a.C., fino al XVI secolo. Questo è dovuto probabilmente alla ricchezza d'acqua del sottosuolo, come dimostrato dai numerosi pozzi presenti nell'area. Lo stesso insediamento è databile ai primi israeliti, attorno al X secolo a.C.
Le strade dell'antica Be'er Sheva formano una griglia, con aree separate per usi amministrativi, militari, commerciali e residenziali. La città fu il primo insediamento della regione. È anche famosa per l'elaborato sistema idrico e le grandi cisterne, scavate nella roccia su cui la città si fonda.
Un grande altare cornuto è stato riportato alla luce nel sito. Venne ricostruito con pietre squadrate, usate anche per la costruzione degli edifici. Questo altare dimostra l'esistenza di un tempio o comunque di un centro culturale che probabilmente venne smantellato durante la riforma di Re Ezechia (1 Libro dei Re 18:4).
Il sito venne studiato dagli archeologi Yohanan Aharoni e Ze'ev Herzog della Tel Aviv University.
La parte scavata della città fa ora parte del Parco nazionale del Tel Be'er Sheva.

## Galleria d'immagini

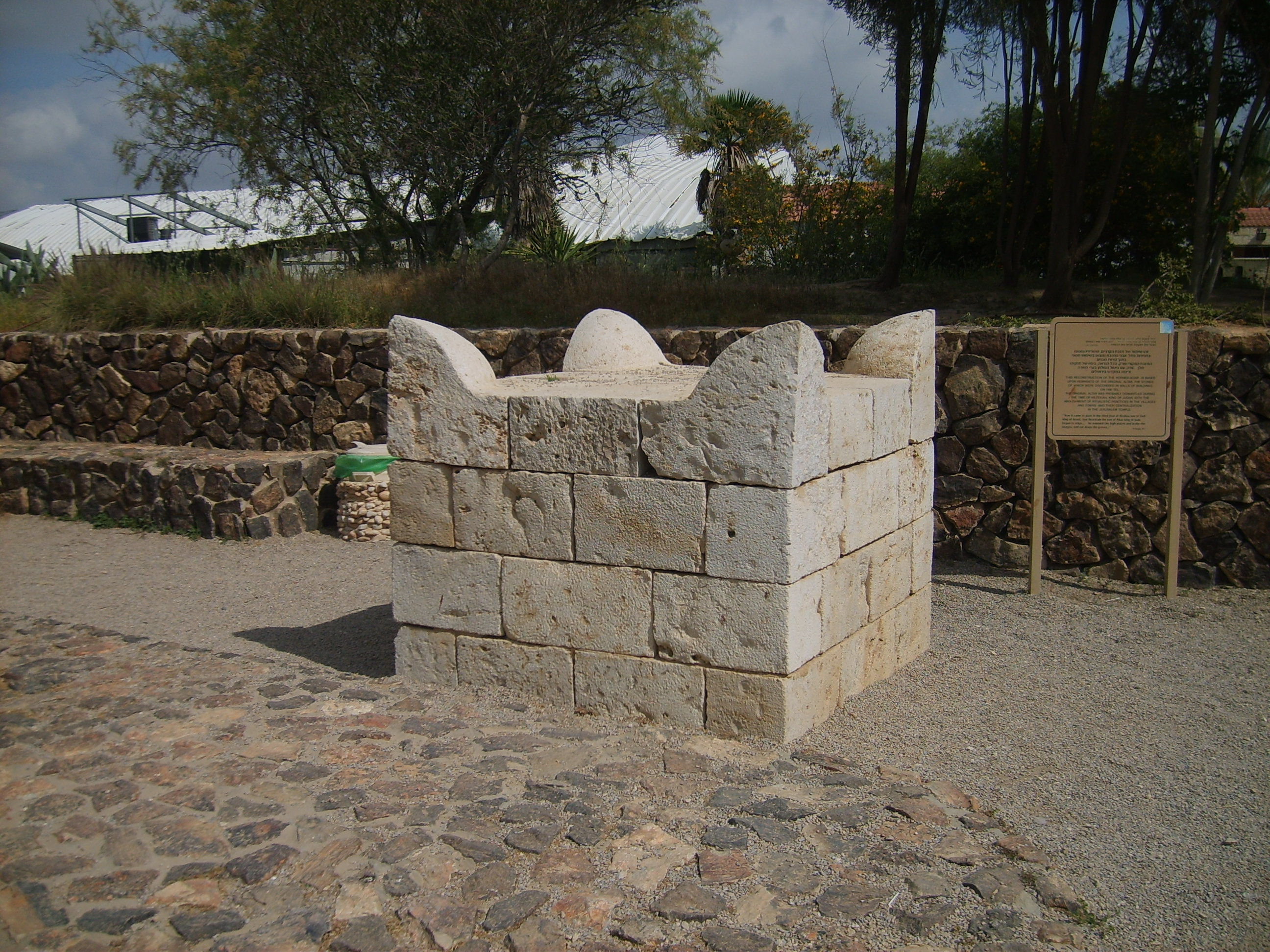
Ricostruzione dell'altare cornuto
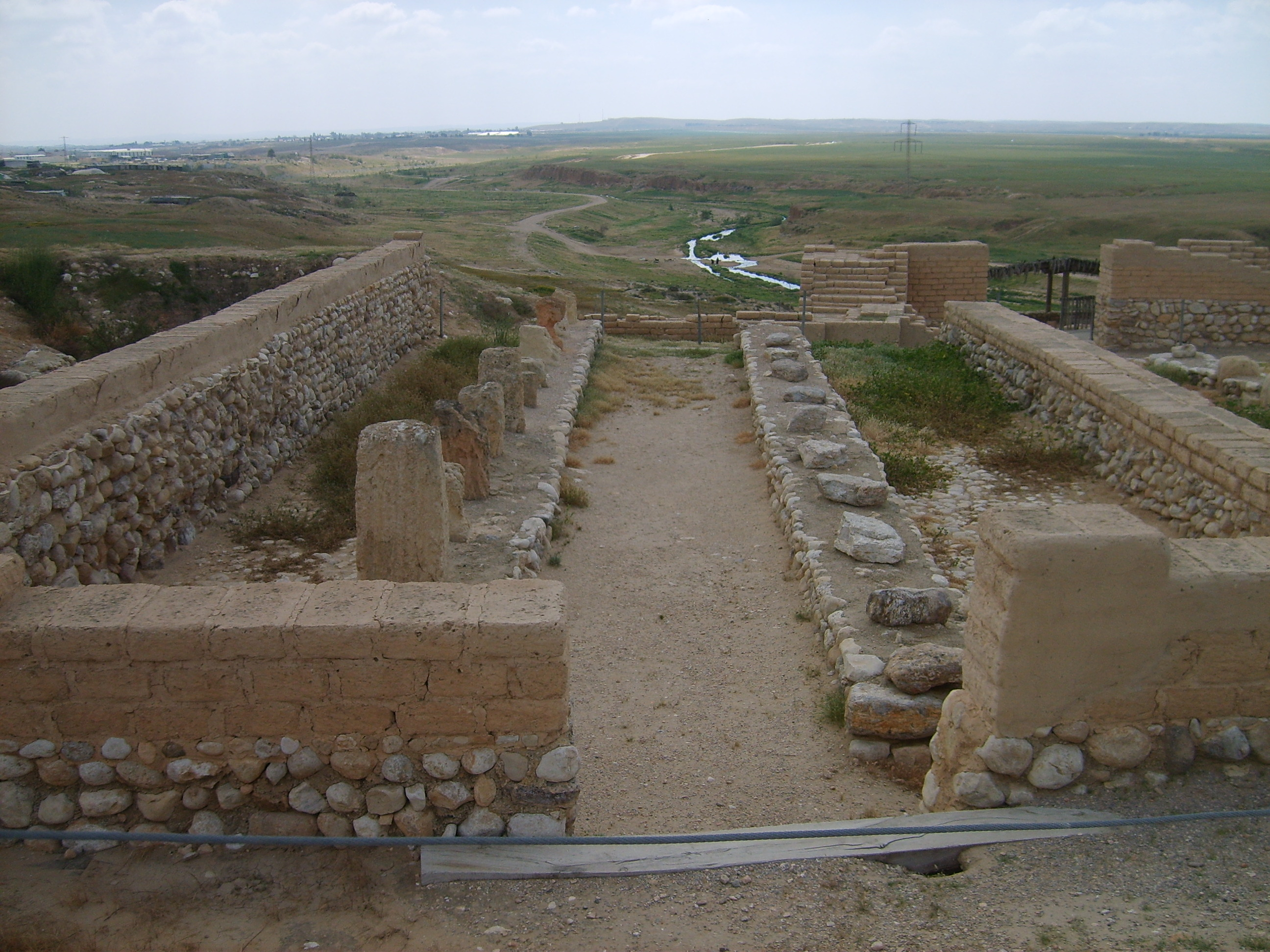
Il magazzino